# Tina McGee
Tina McGee è un personaggio immaginario che compare nei fumetti di Flash pubblicati dalla DC Comics. Comparve per la prima volta in Flash vol. 2 n. 3.

## Biografia del personaggio
Tina è una nutrizionista ed una ricercatrice dei Laboratori S.T.A.R.. Originariamente ricevette una sovvenzione da Harvard per lo studio del metabolismo di Wally West. Fu sposata con Jerry McGee, ma chiese il divorzio da lui non appena la ricerca sull'iper-fisiologia lo lasciò mentalmente malato. Dopo che suo marito entrò in coma, ebbe una relazione romantica con Wally ed infine si trasferì da lui.

## In altri media
Tina è forse ben nota per la sua comparsa nelle serie televisive Flash andata in onda tra il 1990 e il 1991, e The Flash del 2014, nelle quali è interpretata dall'attrice Amanda Pays.